# 稲垣薬品興業
稲垣薬品興業株式会社（いながきやくひんこうぎょう）は、神奈川県横浜市中区野毛町に本社を置く、工業薬品の卸売販売をおこなう企業である。

## 概要
- 設立:1930年（昭和5年）5月
- 資本金:6,135万円
- 代表取締役社長:横田洋一

## 沿史
- 2002年（平成14年）1月　「アルフレッサ株式会社」へ医薬品事業部の営業権を譲渡

## 営業所
- 東京・大阪・横浜・新潟

## 主な取引メーカー
- 日本化学工業
- AGC
- レゾナック